# Поздняя Ляо
Поздняя Ляо (кит. 后辽) — государство киданей, короткое время существовавшее в Маньчжурии, когда империя Цзинь разваливалась под ударами армии Чингисхана. Последняя попытка киданей возродить самостоятельное государство.
В 1213 году находившийся на службе у империи Цзинь  Елюй Люгэ восстал, и при поддержке монголов создал государство Ляо. Часть сподвижников подбивала его на провозглашение независимости в полном объёме, но Елюй Люгэ предпочитал оставаться вассалом монголов. Тогда в 1216 году Елюй Сыбу и Елюй Цину восстали и основали новую империю Ляо (чтобы отличать от других государств с этим названием, историки называют её «Поздней Ляо») со столицей в Чэнчжоу. Императором новой империи Ляо стал Елюй Сыбу, а Елюй Цину стал премьер-министром.
Государство просуществовало всего 70 дней. Сыбу был убит своими подданными, главнокомандующий его армией бежал в Цзинь, а Цину был разбит Елюй Люгэ и бежал в Корею.